# Дамкат Соконтор
Дамкат Соконтор — король Камбоджі на зламі XV й XVI століть.

## Правління
Був сином Томмо Рачеа I. Прийшов до влади у 26-річному віці після смерті батька.
У той період країна була фактично розділена на дві частини, однією з яких (зі столицею у Срай Санторі) правив власне Дамкат Соконтор, а іншою (зі столицею в Пномпені) — його молодший брат, принц Неай Кай. Зрештою останній убив свого брата й об'єднав камбоджійські володіння під своєю владою.